# Mô hình Harrod-Domar
Mô hình Harrod–Domar là một mô hình Keynes về tăng trưởng kinh tế. Nó được sử dụng trong kinh tế học phát triển để giải thích tốc độ tăng trưởng của nền kinh tế về mức độ tiết kiệm và vốn. Mô hình này cho thấy rằng không có lý do tự nhiên nào để một nền kinh tế có được sự tăng trưởng cân bằng. Mô hình này được phát triển độc lập bởi Roy F. Harrod vào năm 1939, và Evsey Domar vào năm 1946, mặc dù một mô hình tương tự đã được Gustav Cassel đề xuất vào năm 1924. Mô hình Harrod–Domar là tiền thân của mô hình Solow–Swan.
Các nhà kinh tế học tân cổ điển đã tuyên bố những thiếu sót trong mô hình Harrod–Domar, đặc biệt là sự không ổn định, và vào cuối những năm 1950, một cuộc đối thoại học thuật đã diễn ra dẫn đến sự phát triển của mô hình Solow–Swan.